# Il disprezzo (film)
Il disprezzo (Le Mépris) è un film del 1963 scritto e diretto da Jean-Luc Godard e tratto dall'omonimo romanzo del 1954 di Alberto Moravia.

## Trama
(Dai titoli di testa del film)
Lo scrittore francese Paolo Javal si trova a Roma con la sua attraente e giovane moglie Emilia, convocato dal produttore statunitense Jerry Prokosch per riscrivere la sceneggiatura d'un film sull'Odissea diretto dal famoso regista tedesco Fritz Lang, ritenuto senza sbocchi commerciali. Tra Emilia e Paolo si crea un malinteso: Emilia sostiene erroneamente che Paolo sfrutti la sua bellezza per ottenere delle agevolazioni dal produttore Prokosch che nei confronti di Emilia ha un atteggiamento malizioso. Questo malinteso avrà gravi conseguenze sul futuro e l'armonia coniugale della coppia, in Emilia nascerà un forte e profondo sentimento di disprezzo nei confronti di suo marito, il quale non comprende il cambiamento radicale di sua moglie, ostinato e irreversibile.
Fra le mura della casa di Paolo ed Emilia si consuma una lunga discussione, Paolo vuole comprendere il motivo che sta allontanando sua moglie da lui, lei imperterrita non vuole dargli spiegazioni. Paolo vuole farle capire che il motivo per cui ha accettato di lavorare per Prokosch è garantire a lei una vita agiata, Emilia non comprende, mantiene un atteggiamento impulsivo e privo di qualsiasi riflessione.
Il giorno seguente raggiungono Capri, dove girano alcune scene: Prokosch ha affittato una grandiosa villa moderna nella quale continua il suo gioco con Emilia. Paolo cerca di guadagnare la stima di Lang, spiegandogli l'intenzione di riscrivere da un punto di vista psicologico la vicenda di Ulisse e Penelope, sull'esperienza del rapporto conflittuale con la moglie, ma Lang gli risponde francamente di non essere interessato a un approccio moderno, psicanalitico, bensì al cinema classico, al rapporto uomo/natura inserito nel paesaggio mediterraneo.
Emilia decide di cedere alla corte di Prokosch ormai certa di voler lasciare suo marito. Paolo non vuole perderla e le dice di essere disposto a rinunciare al lavoro pur di averla accanto, ormai consapevole del motivo per cui Emilia nutre del rancore nei suoi confronti; vuole dimostrarle che sta sbagliando, mentre i tentativi di ristabilire un'armonia sono inutili. Emilia decide di chiudere definitivamente il suo rapporto con Paolo e di partire con Prokosch.
Dopo che Emilia e Prokosch muoiono in un incidente d'auto, Paolo si prepara a lasciare Capri, mentre Lang continua a lavorare al film.

## Produzione
Le riprese iniziarono il 22 aprile 1963 a Roma e durarono 32 giorni di lavoro, con termine all'8 luglio. La scena dei provini per Nausicaa fu girata al Silver Cine, alla periferia di Roma; le scene di mare non sono ambientate solo a Capri ma anche a Sperlonga. Per questo film solare, lento, mediterraneo, Godard privilegiò il piano sequenza, al punto che la versione finale è composta di 149 piani soltanto, un terzo circa rispetto a Fino all'ultimo respiro. In un vero tour de force lavorativo, la troupe girò la sequenza n. 5 della sceneggiatura, il lungo dialogo tra marito e moglie nell'appartamento romano, in soli cinque giorni, ricavandone ben 25 minuti di pellicola utile per la versione definitiva, un record di produttività anche per un regista “veloce” come Godard.
Le parole del litigio tra Paolo ed Emilia, che “mettono in scena il fallimento senso-motorio della coppia nel dramma tradizionale” sono le parole dei frequenti dissidi coniugali di Godard e Karina; quest'ultima riconobbe in seguito situazioni, frasi e parole nei dialoghi che ogni mattina Godard scriveva febbrilmente per consegnarli ai suoi attori; persino l'atteggiamento freddo e distaccato che il regista pretese da Bardot nel momento di inanellare una sequela di parolacce, richiesta che stupì l'attrice, era una caratteristica della moglie. Il gioco si fece citazione esplicita quando il regista fece indossare all'attrice, durante queste scene, una parrucca nera identica alla pettinatura alla Louise Brooks di Nana, la protagonista di Questa è la mia vita, interpretata qualche anno prima da Anna Karina. Michel Piccoli è una perfetta anamnesi di Godard, con il suo sigaro e il cappello in testa, la sua gelosia fredda e scostante in queste scene d'interno, in un appartamento ancora non finito, dove tutti quei passaggi attraverso porte alle quali mancano i pannelli “assumono un valore quasi musicale e servono da accompagnamento all'affetto”.
Per i ruoli dei due protagonisti Godard avrebbe voluto Frank Sinatra e Kim Novak; dato che i due personaggi di Moravia erano italiani, Carlo Ponti chiedeva di scritturare la moglie Sophia Loren in coppia con Marcello Mastroianni (i due interpretano nello stesso 1963 il celeberrimo Ieri, oggi, domani). Brigitte Bardot era quindi una soluzione di compromesso.
Jack Palance, che interpreta il produttore Prokosch, visse malissimo il lavoro con Godard e con la troupe in generale. Non parlava francese e faceva apposta a fraintendere le richieste del regista; ben presto si consolò con l'alcool nel disprezzo generale, mentre tutti cominciarono a chiamarlo le grand con (il grande scemo).
Una volta terminata, la pellicola non piacque assolutamente né a Ponti né a Levine, che pretendevano un utilizzo di Brigitte Bardot in chiave sexy e rifiutavano di inviare Il disprezzo alla Mostra di Venezia. Dopo un lungo braccio di ferro, imposero a Godard di inserire tre scene di nudo: una nell'incipit, la seconda a metà film, con Piccoli e Bardot, la terza più avanti con l'attrice e Jack Palance. Godard girò solo la prima e la terza, ma quest'ultima non fu mai utilizzata. La scena che rimase inserita divenne invece la più famosa de Il disprezzo, una sorta di filmato pubblicitario sul corpo dell'attrice sdraiata sul letto, senza vestiti, senza alcuna volgarità né intento esplicitamente sessuale, con Piccoli che alle domande su cosa gli piaccia del suo corpo risponde: “Ti amo totalmente, teneramente, tragicamente.” Godard riuscì a trasformare la “valorizzazione sexy” di Bardot richiesta dai produttori in una delle più belle scene d'amore della storia del cinema. Paradossalmente, la scena fu tagliata nella mutilata versione per il mercato italiano.

### Brigitte Bardot
(Antoine de Baecque)
La Bardot era l'attrice del momento, dopo E Dio creò la donna (Et Dieu créa la femme) di Roger Vadim, era diventata l'icona sexy degli anni Sessanta. Fra l'altro, durante le riprese del film a Capri e Sperlonga, il regista francese Jacques Rozier girò due documentari, intitolati Paparazzi e Le Parti des choses: Bardot et Godard, che testimoniavano proprio l'interesse isterico nei confronti dell'attrice francese, con i curiosi che si affollavano in ranghi serrati, tenuti a bada a fatica dalla troupe, e con i fotografi che assediavano costantemente i set. Proprio come un corpo la trattò Godard: nel suo film, l'attrice recitò principalmente per somigliare in modo quasi ieratico al culto di se stessa, come una statua di Brigitte Bardot.. Il regista le fece avere una sceneggiatura abbastanza dettagliata, cosa per lui piuttosto inusuale dal momento che era famoso per improvvisare di giorno in giorno, suggerendo il mattino stesso agli attori le battute di dialogo. Inoltre si osservano altri curiosi legami fra l'attrice e la moglie del regista: il fotografo ufficiale di Bardot sul set era Ghislain Dussart (Jicky), ex fiamma di Anna Karina, che l'attrice lasciò durante la lavorazione di Le Petit Soldat per sposare Godard. e intermediario tra il regista e l'attrice era Sami Frey, fidanzato della Bardot e amico della moglie di Godard, che fu poi uno dei tre attori protagonisti del successivo film di Godard, Bande à part. Infine per gestire meglio la diva Godard fece venire da Ginevra un suo conoscente, Roland Tolmatchoff, che dieci anni prima aveva flirtato con la Bardot quando, ancora non famosa, era in tournée in Svizzera con i ballerini del conservatorio di Cours Bourgat; Tolmatchoff si occupò di portarla in auto dalla villa dove alloggiava sull'Appia antica (quella in cui vive Prokosch nel film) fino alla "location" del giorno. La relazione professionale non fu propriamente lineare, le incomprensioni non mancarono anche se la Bardot aveva accettato di lavorare con il regista per marcare il territorio nel cinema d'autore. Alla domanda su come fosse stato il suo rapporto con l'attrice, Godard rispose: “Nullo. Io non le interessavo, lei non mi interessava”. In una scena in cui l'attrice è completamente nuda, sdraiata prona a prendere il sole sul tetto di Villa Malaparte, Godard le appoggia un libro giallo sul fondoschiena, come per coprirlo; il titolo del romanzo però è Bussate senza entrare, e così è rimasto sulla versione definitiva del film.

## Distribuzione

### Versione italiana
Una volta arrivato nelle mani di Carlo Ponti il film fu considerato inaccettabile e così fu "italianizzato", censurando e rimontando intere sequenze (perdendo così il senso logico iniziale) e cambiando alcuni dialoghi. La durata della pellicola scese da 105' a 84'. Per questo motivo in Italia circolarono subito versioni in lingua francese sottotitolate in italiano. Lo stesso Godard, una volta vista la versione italiana di Ponti, rinnegò la paternità del film, precisando che tale riedizione stravolgeva il senso originale.

### Edizioni home video
Nel 2004 Medusa e nel 2006 CecchiGori hanno pubblicato delle edizioni in DVD dove sono presenti entrambe le versioni. Nella più recente edizione in Blu-Ray di Studio Canal, la versione francese è presentata con un montaggio leggermente più lungo.
Alcune differenze delle due versioni:
- Nella versione originale i titoli di testa non compaiono sullo schermo ma vengono letti dalla voce fuori campo di Godard.
- La colonna sonora originale, musica classica per archi di Georges Delerue, ha un tono più drammatico e solenne rispetto a quella italiana composta da Piero Piccioni, che conferisce al film un'atmosfera scanzonata e jazz.
- Nella versione italiana viene tagliata la scena iniziale, con Brigitte Bardot distesa nuda sul letto. Un'altra scena di nudo della Bardot su un tappeto bianco non è presente nel montaggio italiano.
- Nella versione italiana i protagonisti si chiamano Emilia e Paolo Molteni, come nel romanzo di Moravia.
- Nella versione originale ogni personaggio parla nella propria lingua (inglese, tedesco, francese, italiano); per esempio quando parla Prokosch, la sua assistente traduce dall'inglese al francese. Nella versione italiana Jerry è doppiato come gli altri personaggi, quindi i dialoghi di Francesca Vanini vengono trasformati in parafrasi di quello che il produttore ha già detto in italiano.
- Jerry dice a Paolo di averlo scelto come sceneggiatore grazie al successo del film Totò contro Ercole, nella versione italiana il film citato è Ercole e il Minotauro (entrambi titoli di finzione).
- Nella versione italiana mancano i monologhi intrecciati dove i due personaggi esprimono i loro sentimenti, con flashback e flashforward di scene del film e inquadrature di Emilia nuda.
- Nella versione italiana viene tagliata una scena dove Emilia trova nella tasca di Paolo la tessera del Partito Comunista Italiano.
- Nella versione italiana le due sequenze finali sono state invertite, e invece di terminare sulle riprese che continuano a Capri, dove nessuno sa dell'incidente, l'ultima scena è uno zoom sui corpi insanguinati di Emilia e Prokosch.

## Accoglienza

### Critica
(Jack Palance nel ruolo di Jerry Prokosch)
Mentre nelle sale francesi esce il precedente Les Carabiniers, peggior insuccesso commerciale di Godard, una produzione internazionale inizia a lavorare in Italia su questa pellicola girata in CinemaScope a grande budget (500 milioni di franchi, dieci volte il costo di Fino all'ultimo respiro.) Non potrebbe esistere maggiore distanza tra due film girati quasi contemporaneamente: B/N, toni contrastati e un film di guerra contro un technicolor che è il trionfo della saturazione cromatica in un film d'amore, benché à la Godard. Soprattutto, al posto degli attori sconosciuti e non professionisti di Les Carabiniers, la Diva per antonomasia del momento, la solare e biondissima Brigitte Bardot in uno dei ruoli più dignitosi, quasi intellettuali, della sua carriera.

Inserendo tra i personaggi un regista tedesco, Moravia non pensava probabilmente a Lang ma a Georg Wilhelm Pabst che nel 1954 avrebbe dovuto dirigere l'Ulisse con Kirk Douglas (affidato poi a Mario Camerini), prodotto guarda caso proprio da Carlo Ponti.
Nel confronto tra il regista Lang e lo scrittore Javal, il vincitore morale è senz'altro il primo: è il fascino del cinema che trionfa sui compromessi commerciali dell'intellettuale-servo.

Durante le riprese, l'interesse curioso di Fritz Lang per il giovane cineasta francese diventa un'ammirazione sincera e profonda, soprattutto per il suo metodo di lavoro rapido e preciso. È anche sollevato che il suo personaggio risulti meno antipatico, meno “fascista” che nel romanzo di Moravia.

## Lo spunto della vicenda
Alberto Moravia confidò a Enzo Siciliano che il suo romanzo Il disprezzo era già ispirato a un episodio del mondo del cinema. La figura dello scrittore lacerato tra necessità finanziarie e letterarie sarebbe quella di Vitaliano Brancati sul set dell'Ulisse di Camerini, con Kirk Douglas e Silvana Mangano: Brancati aveva accettato di lavorare alla sceneggiatura del film per acquistare una casa, soddisfacendo il desiderio della moglie (l'attrice Anna Proclemer). Ma lei lo abbandonò il giorno stesso in cui era stato firmato l'atto di compravendita.